# Olganów (gromada)
Olganów – dawna gromada, czyli najmniejsza jednostka podziału terytorialnego Polskiej Rzeczypospolitej Ludowej w latach 1954–1972.
Gromady, z gromadzkimi radami narodowymi (GRN) jako organami władzy najniższego stopnia na wsi, funkcjonowały od reformy reorganizującej administrację wiejską przeprowadzonej jesienią 1954 do momentu ich zniesienia z dniem 1 stycznia 1973, tym samym wypierając organizację gminną w latach 1954–1972.
Gromadę Olganów z siedzibą GRN we Olganowie utworzono – jako jedną z 8759 gromad na obszarze Polski – w powiecie buskim w woj. kieleckim, na mocy uchwały nr 13a/54 WRN w Kielcach z dnia 29 września 1954. W skład jednostki weszły obszary dotychczasowych gromad Olganów, Baranów, Bilczów, Radzanów (bez wsi Kwaczyce) i Dobrowoda (bez wsi Budzyń i parcelacji Budzyń) ze zniesionej gminy Radzanów w tymże powiecie. Dla gromady ustalono 23 członków gromadzkiej rady narodowej.
31 grudnia 1959 do gromady Olganów przyłączono obszar zniesionej gromady Piasek Wielki, a także wsie Hołudza, Gluzy Szlacheckie, Gluzy Nowe, Gluzy Poduchowne i Kawczyce oraz kolonie Hołudza Glinianki, Hołudza Bugdał, Gluzy Szlacheckie, Gluzy Chotelek Poręba i Hołudza Łatanice ze zniesionej gromady Hołudza w tymże powiecie.
Gromada przetrwała do końca 1972 roku, czyli do kolejnej reformy gminnej.